# Иракски динар
Вижте пояснителната страница за други значения на динар.
Иракският динар (на арабски: دينار عراقي‎; на кюрдски: دیناری عێراقی) е официалната валута на Ирак, формално равна на 1000 филса.

## История
Преди и по време на Първата световна война територията на съвременен Ирак е била част от Османската империя. Официалната валута на империята е османският пиастър, но най-често срещаната монета в това, което днес е Ирак, е индийската рупия, която е свързана с британската лира.
След превземането на част от днешния Ирак от британските войски през 1916 г., той е откъснат от Османската империя. Британските власти обявяват индийската рупия за национална валута и премахват османския пиастър от обращение.
Иракският динар е отпечатан/сечен и въведен в обращение през 1931/1932 г., заменяйки индийската рупия, която е официалната валута на британския мандат до тогава. Като подготвителна мярка за прехода към независима валута през април 1932 г. започва да действа валутен комитет, който създава иракския динар. Комитетът просъществува до 16 ноември 1947 г., когато функциите му са заменени от Централната банка на Ирак.
Иракският динар е равен по стойност на британската лира. Британските власти оказват силна подкрепа на иракската национална валута, осигурявайки стабилен обменен курс от 1 динар = 1 лира.
Динарите, които са в обращение от 1986 до 2003 г., са известни като „динарите на Саддам“. Те влизат в постоянно обращение след първата война в Персийския залив и включват портрет на Саддам Хюсеин. Дори преди началото на войната в Залива иракският динар не е стабилен, банковата система се срива и започна хиперинфлация. През 1990 г. 1 динар струва 3 щатски долара. Преди първата война в Персийския залив иракската валута е една от най-стабилните в света. Тогава 1 иракски динар се равнява на 3,3 щатски долара. Въпреки това, след нахлуването на Ирак в Кувейт през 1990 г. и последвалата операция „Пустинна буря“, динарът пада в стойността си поради икономическите санкции.
Поради инфлацията подразделението на динарът не е взет предвид при изчисленията, въпреки че монетите са в обращение и някои продавачи посочват цената на стоките си с четирицифрени числа. В страната практически няма обменни бюра, но валутата може да се обмени на летището в Багдад, в хотели или банки. До 2003 г. стойността на динара е спаднала значително. На територията на Иракски Кюрдистан са в обращение динари от ерата преди Саддам. Динарите в стар стил се наричат „швейцарски“, защото са отпечатани в Швейцария. Според други източници те всъщност са отпечатани в Англия. Поради спирането на емисиите на „швейцарски” динари, в Кюрдистан се наблюдава постоянна дефлация поради намаляване на паричното предлагане, а на територията, контролирана от Багдад, се наблюдава хиперинфлация поради излишната емисия.
На 8 юли ръководителят на иракската временна администрация Пол Бремър в обръщение към гражданите на страната обявява паричната реформа в цялата страна. Бремер също обявява създаването на независима централна банка на Ирак. Планирано е да се изтеглят всички стари пари и да се създаде единна валута, която да циркулира в цялата страна. Временната коалиционна администрация решава да върне динарите, които излизат от обръщение през 1991 г., като същевременно промени цвета и деноминацията им.
Всички стари банкноти са изтеглени от обращение през 2003 г. Банкнотите, излезли от обръщение, се изгарят в специално оборудвани пещи. На 15 октомври 2003 г. Ирак преминава към нови банкноти в деноминации от 50, 250, 500, 1000, 5000, 10 000 и 25 000 динара. Обмяната на валута продължава до 18:00 часа на 15 януари 2004 г., след което банкнотите с образа на Саддам Хюсеин стават невалидни. До този ден 1000 иракски динара се дават за един долар в Багдад. Обмяната на валута става както следва:
- Един стар динар се обменя за един нов динар.
- Един „швейцарски динар“ се обменя за 150 нови иракски динара.

Новите динари са защитени от фалшифициране чрез релефни букви, водни знаци, защитни нишки и символи, които променят цвета си в зависимост от ъгъла на наклон. По цялата им дължина вдясно от центъра минава защитна лента с микротекст на арабски език. Метализирана защитна лента се простира върху лицевата страна на банкнотите. Основните цветове са червено-кафяво, лилаво и охра.

## Банкноти и монети
Настоящата серия банкноти е въведена през 2003 г., след премахването на предишния режим, с изобразяващи видни иракски личности, забележителности и културни символи, които отразяват националното наследство. Банкнотите са в няколко деноминации, включително 1, 5, 10, 25, 50, 100 и по-високите деноминации като 250 и 500 динара. Всяка банкнота демонстрира уникален дизайн, представящ историята и културата на Ирак.
В допълнение към банкнотите, иракският динар включва и монети, въпреки че те се използват по-рядко в ежедневните транзакции. Монетите са с деноминации от 1, 5, 10, 25 и 50 динара, а техните дизайни често отразяват тези на банкнотите, включващи национални символи и исторически личности.